# Coupe de l'Espérance de rugby à XV 1939-1940
Navigation
Coupe de l'Espérance 1918-1919
L'édition 1939-1940 de la coupe de l'Espérance est la 5e édition de la Coupe de l'Espérance et est remportée par le Stade toulousain.

## Poule finale

### Matchs joués
| 17 mars 1940 | Saint-Girons SC | '6 - 10 | Stade toulousain | Saint-Girons |
| 17 mars 1940 |                 |         |                  | Saint-Girons |
| 17 mars 1940 |                 |         |                  | Saint-Girons |

| 17 mars 1940 | Avenir Moissagais | 15 - 8 | Castres olympique | Moissac |
| 17 mars 1940 |                   |        |                   | Moissac |
| 17 mars 1940 |                   |        |                   | Moissac |

| 31 mars 1940 | US Foix | 16 - 8 | Saint-Girons SC | Foix |
| 31 mars 1940 |         |        |                 | Foix |
| 31 mars 1940 |         |        |                 | Foix |

| 31 mars 1940 | Stade toulousain | 47 - 6 | SC Pamiers | Toulouse |
| 31 mars 1940 |                  |        |            | Toulouse |
| 31 mars 1940 |                  |        |            | Toulouse |

| 7 avril 1940 | Castres olympique | 0 - 3 | Stade toulousain | Castres |
| 7 avril 1940 |                   |       |                  | Castres |
| 7 avril 1940 |                   |       |                  | Castres |

| 7 avril 1940 | Saint-Girons SC | 6 - 6 | Avenir Moissagais | Saint-Girons |
| 7 avril 1940 |                 |       |                   | Saint-Girons |
| 7 avril 1940 |                 |       |                   | Saint-Girons |

| 14 avril 1940 | Entente albigeoise | 11 - 6 | Avenir Moissagais | Albi |
| 14 avril 1940 |                    |        |                   | Albi |
| 14 avril 1940 |                    |        |                   | Albi |

| 14 avril 1940 | Castres Olympique | 9 - 6 | Saint-Girons SC | Castres |
| 14 avril 1940 |                   |       |                 | Castres |
| 14 avril 1940 |                   |       |                 | Castres |

| 21 avril 1940 | Saint-Girons SC | 10 - 0 | Entente albigeoise | Saint-Girons |
| 21 avril 1940 |                 |        |                    | Saint-Girons |
| 21 avril 1940 |                 |        |                    | Saint-Girons |

| 21 avril 1940 | Avenir Moissagais | 0 - 18 | Stade toulousain | Moissac |
| 21 avril 1940 |                   |        |                  | Moissac |
| 21 avril 1940 |                   |        |                  | Moissac |

| 28 avril 1940 | Entente albigeoise | 8 - 17 | Castres olympique | Albi |
| 28 avril 1940 |                    |        |                   | Albi |
| 28 avril 1940 |                    |        |                   | Albi |

| 28 avril 1940 | Stade toulousain | 31 - 0 | Saint-Girons SC | Toulouse |
| 28 avril 1940 |                  |        |                 | Toulouse |
| 28 avril 1940 |                  |        |                 | Toulouse |

| 5 mai 1940 | Stade toulousain | 23 - 0 | Entente albigeoise | Toulouse |
| 5 mai 1940 |                  |        |                    | Toulouse |
| 5 mai 1940 |                  |        |                    | Toulouse |

| mai 1940 | Avenir Moissagais | - | Castres olympique | Moissac |
| mai 1940 |                   |   |                   | Moissac |
| mai 1940 |                   |   |                   | Moissac |

## Finale
| Date          | Vainqueur        | Score  | Finaliste       |
| ------------- | ---------------- | ------ | --------------- |
| 28 avril 1940 | Stade toulousain | 31 - 0 | Saint-Girons SC |

## Vainqueur
| Entraîneur |                        |                       |
| Avants     | Pilier                 | Foutrauge, Larzabal   |
| Avants     | Talonneur              | Anglade               |
| Avants     | Deuxième ligne         | Fraisse, Ferrer       |
| Avants     | Troisième ligne aile   | Bérot, Le Gunehac     |
| Avants     | Troisième ligne centre | Giraud                |
| Arrières   | Demi de mêlée          | Bénazet (cap.)        |
| Arrières   | Demi d'ouverture       | Ayrebay               |
| Arrières   | Centre                 | Dutrain, Laguerre     |
| Arrières   | Ailier                 | Corrège, Espourteille |
| Arrières   | Arrière                | Pignol                |